# Férfi 4 × 10 km-es sífutóváltó a 2018. évi téli olimpiai játékokon
A 2018. évi téli olimpiai játékokon a sífutás férfi 4 × 10 km-es váltó versenyszámát február 18-án rendezték. Az aranyérmet a norvég csapat nyerte. Magyar csapat nem vett részt a versenyen. 

## Végeredmény
A verseny helyi idő szerint 15:15-kor, magyar idő szerint 7:15-kor kezdődött. Az időeredmények másodpercben értendők.
| Helyezés | R  | Csapat | Idő                                                  | Hátrány |
| -------- | -- | --- | ---------------------------------------------------- | ------- |
| Arany    | 1  | Norvégia (NOR) · Didrik Tønseth · Martin Johnsrud Sundby · Simen Hegstad Krüger · Johannes Høsflot Klæbo        | 1:33:04,9 24:59,1 24:51,8 21:19,7 21:54,3            | –       |
| Ezüst    | 2  | Olimpikonok Oroszországból (OAR) · Andrej Larkov · Alekszandr Bolsunov · Alekszej Cservotkin · Gyenyisz Szpicov | 1:33:14,3 24:42,1 24:36,7 22:08,0 21:47,5            | +9,4    |
| Bronz    | 7  | Franciaország (FRA) · Jean-Marc Gaillard · Maurice Manificat · Clément Parisse · Adrien Backscheider            | 1:33:41,8 24:51,7 24:55,1 21:24,2 22:30,8            | +36,9   |
| 4.       | 5  | Finnország (FIN) · Perttu Hyvärinen · Iivo Niskanen · Matti Heikkinen · Lari Lehtonen                           | 1:34:45,4 25:42,9 24:29,8 21:56,5 22:36,2            | +1:40,5 |
| 5.       | 3  | Svédország (SWE) · Jens Burman · Daniel Rickardsson · Marcus Hellner · Calle Halfvarsson                        | 1:35:10,5 25:17,8 25:57,0 21:53,3 22:02,4            | +2:05,6 |
| 6.       | 6  | Németország (GER) · Andreas Katz · Thomas Bing · Lucas Bögl · Jonas Dobler                                      | 1:35:13,1 25:55,5 25:17,2 21:56,6 22:03,8            | +2:08,2 |
| 7.       | 8  | Olaszország (ITA) · Maicol Rastelli · Francesco De Fabiani · Giandomenico Salvadori · Federico Pellegrino       | 1:35:40,1 24:50,9 24:52,4 22:39,1 23:17,7            | +2:35,2 |
| 8.       | 12 | Kanada (CAN) · Len Väljas · Graeme Killick · Russell Kennedy · Knute Johnsgaard                                 | 1:36:45,9 25:56,3 25:15,9 22:06,7 23:27,0            | +3:41,0 |
| 9.       | 11 | Csehország (CZE) · Aleš Razým · Martin Jakš · Petr Knop · Michal Novák                                          | 1:37:23,0 25:55,9 25:22,0 22:33,5 23:31,6            | +4:18,1 |
| 10.      | 4  | Svájc (SUI) · Jonas Baumann · Dario Cologna · Toni Livers · Roman Furger                                        | 1:38:01,4 26:43,7 24:55,6 23:08,9 1 23:13,2          | +4:56,5 |
| 11.      | 10 | Egyesült Államok (USA) · Andrew Newell · Reese Hanneman · Scott Patterson · Noah Hoffman                        | 1:42:29,1 26:09,7 28:17,7 22:58,8 25:02,9            | +9:24,2 |
| –        | 9  | Kazahsztán (KAZ) · Alexey Poltoranin · Yevgeniy Velichko · Vitaliy Pukhkalo · Denis Volotka                     | kizárták (1:36:36,3) 24:40,9 25:29,1 23:10,3 23:16,0 | +3:31,4 |
| –        | 13 | Észtország (EST) · Andreas Veerpalu · Algo Kärp · Karel Tammjärv · Raido Ränkel                                 | kizárták (1:38:21,7) 26:17,7 26:28,8 22:06,5 23:28,7 | +5:16,8 |
| –        | 14 | Ausztria (AUT) · Dominik Baldauf · Max Hauke · Bernhard Tritscher · Luis Stadlober                              | kizárták (1:39:12,9) 26:09,4 26:22,2 22:40,8 24:00,5 | +6:08,0 |